# Efekt Mozarta
Efekt Mozarta – nieznaczna poprawa zdolności przestrzennych i inteligencji ogólnej wywołana słuchaniem utworów muzyki barokowej i klasycznej, zwłaszcza Wolfganga Amadeusa Mozarta. Efekt jest znikomo mały, daje poprawę współczynnika inteligencji niższą niż 2 punkty i krótkotrwały, po najwyżej godzinie spada do zera .
Znaczenie efektu Mozarta bywa przeceniane w świadomości społecznej, a zwłaszcza jego wpływ na rozwój inteligencji u niemowląt, który nie został potwierdzony badaniami. Muzyka klasyczna może powodować krótkotrwałe pobudzenie wzmagając czujność, co prawdopodobnie wpływa na poprawę wyników w zadaniach wymagających wysiłku umysłowego.
Niektóre utwory muzyczne, zwłaszcza zawierające dużo fraz largo utwory barokowe, sprzyjają obniżeniu tętna i wejściu w stan relaksacji, w którym poprawiają się niektóre możliwości pamięci . Również w tym kontekście można mówić o efekcie Mozarta, lecz taki stan też jest krótkotrwały.